# Russula acetolens
Russula acetolens är en svampart som beskrevs av Rauschert 1989. Russula acetolens ingår i släktet kremlor och familjen kremlor och riskor.   Inga underarter finns listade i Catalogue of Life.

## Källor

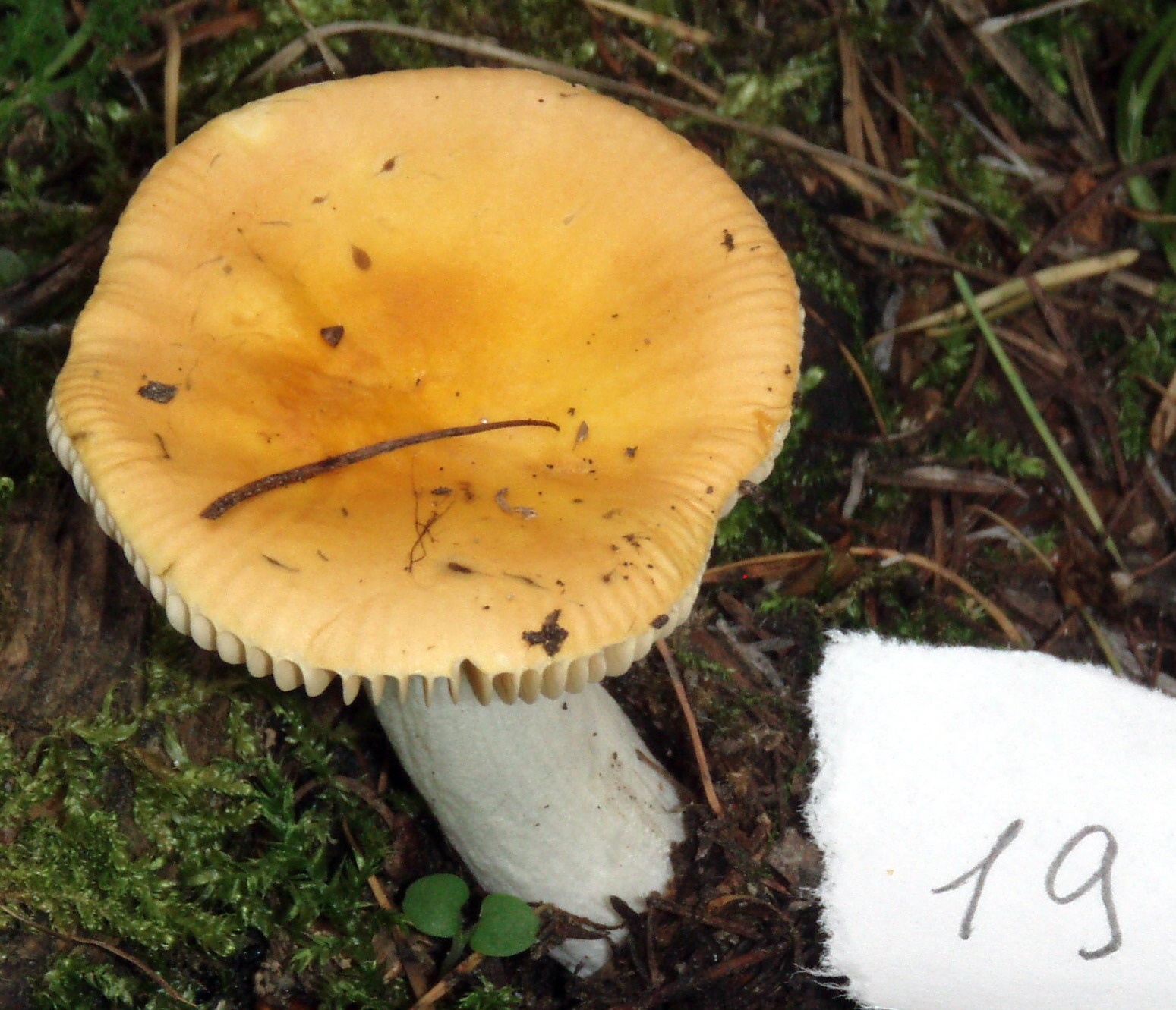
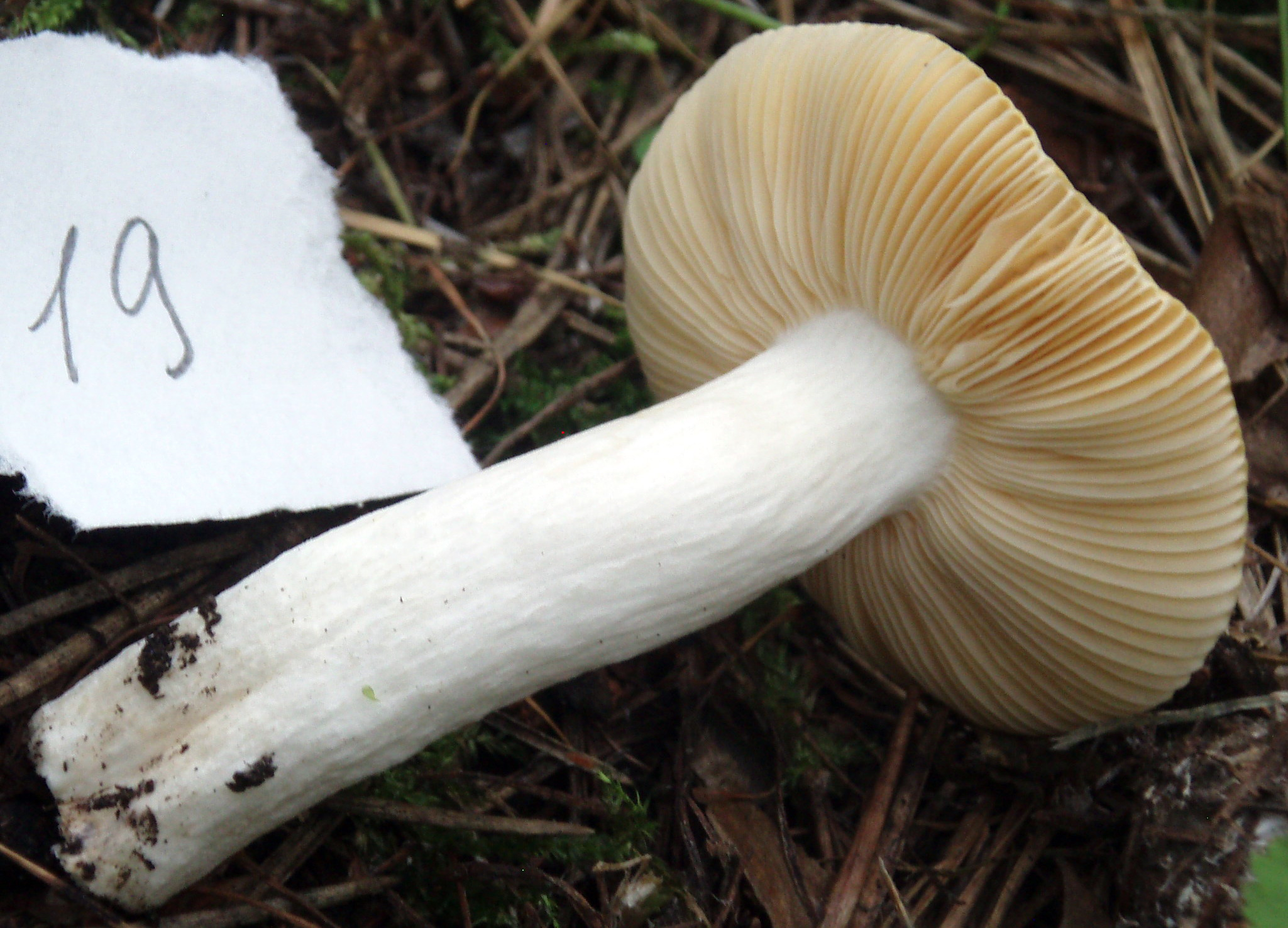
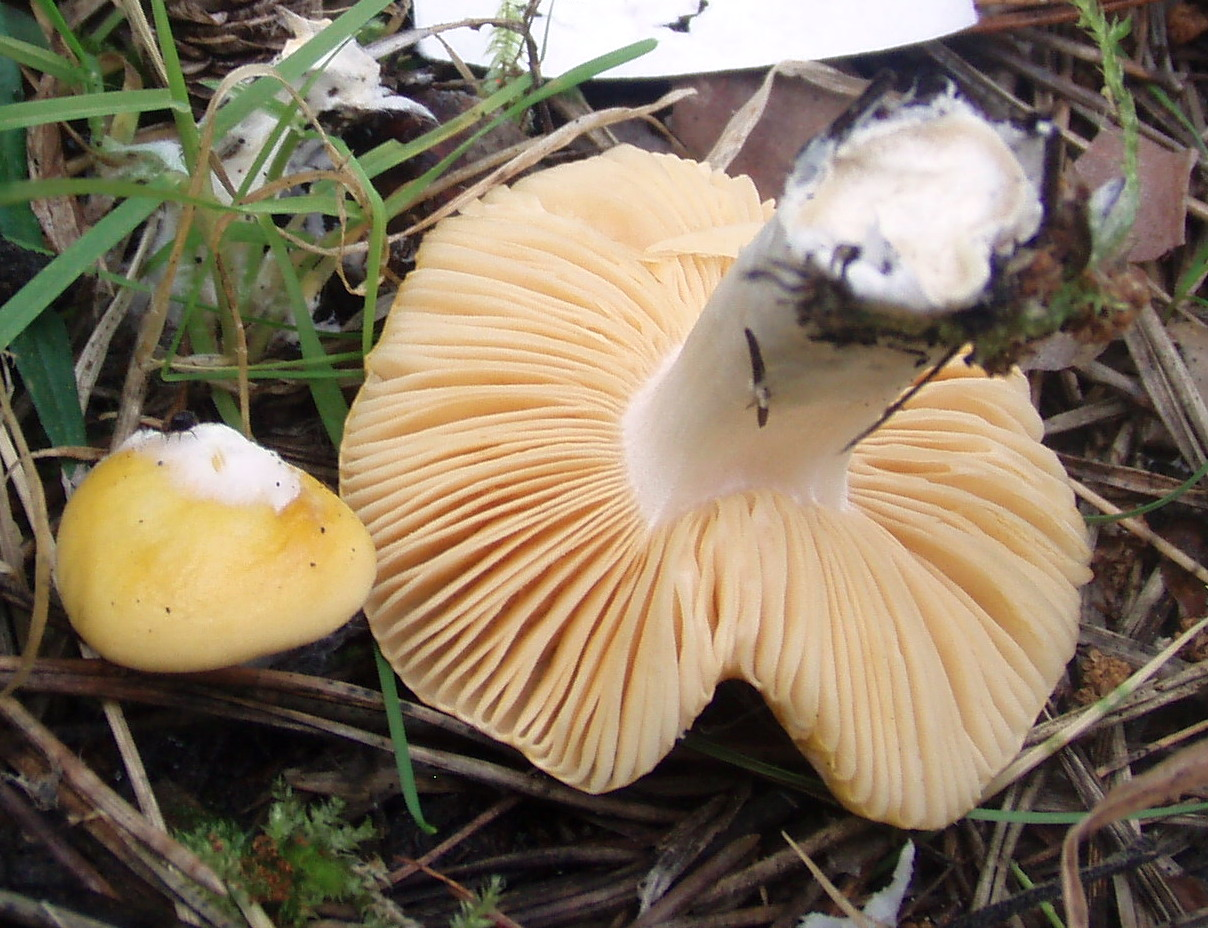
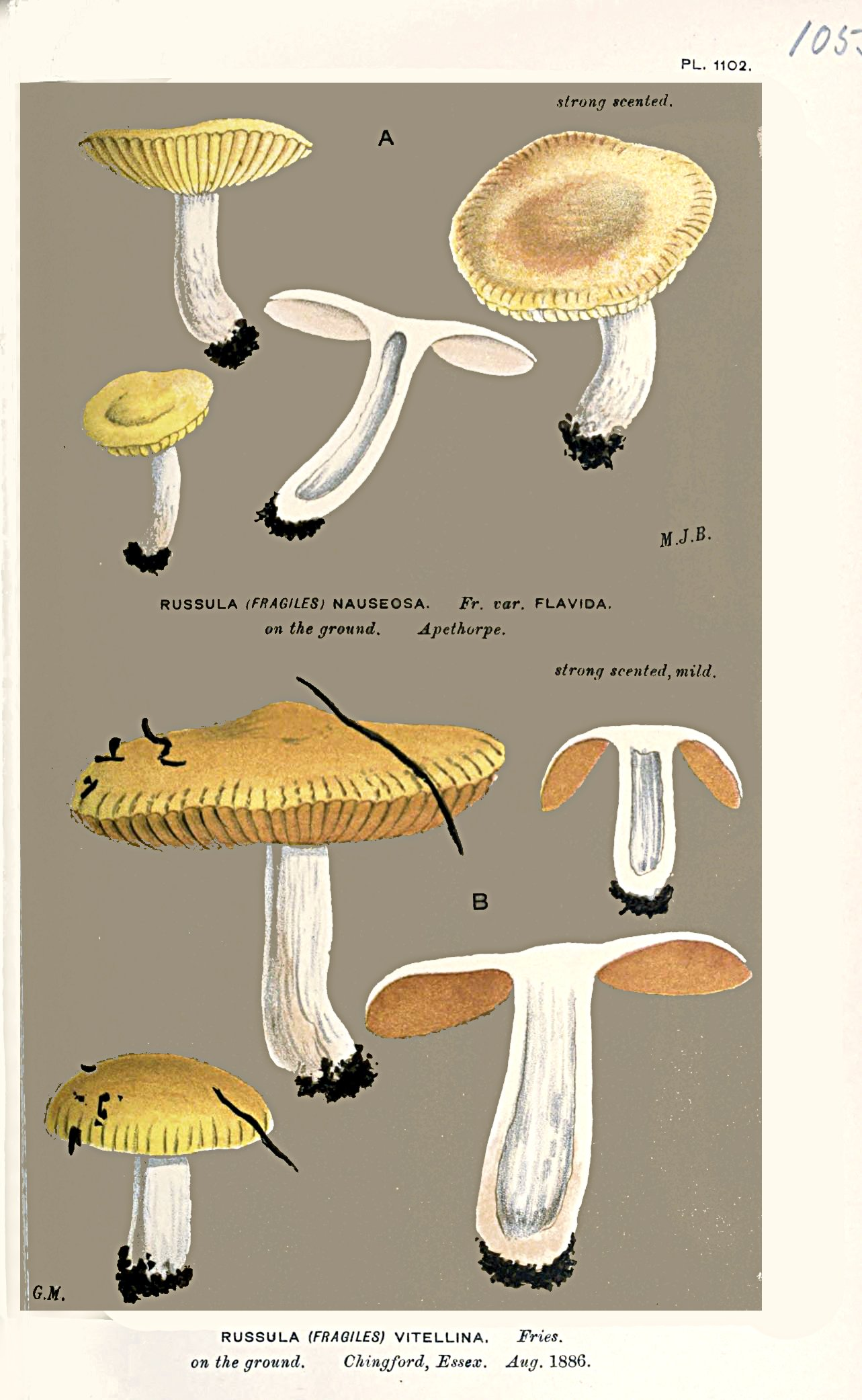